# 川本祐太郎
川本 祐太郎（かわもと ゆうたろう、8月27日 - ）は、日本の漫画家。女性。AB型。エニックス（現：スクウェア・エニックス）から発行されていた『ドラゴンクエスト4コママンガ劇場』などに執筆していた。HP等では、「たすく」のHNを名乗っている。牧野博幸の元アシスタント。「祐太郎」というペンネームは、自身の親から「もし男の子だったら祐太郎という名前だった」と聞かされていたことに由来する。

## 概要
『ドラゴンクエスト4コマクラブ』でデビュー。以後はスクウェア・エニックスの4コママンガ劇場や双葉社の4コマKINGDOMなどで多数執筆。
4コマ以外の作品では、『月刊少年ギャグ王』で連載していた『RUNRUNブラザーズ』（全2巻）や、『YAT安心!宇宙旅行』（全1巻）がある。
2000年代は主に『ラグナロクオンライン』関係のアンソロジーに携わった。『ラグナロクオンライン4コマKINGDOM』に連載されていたストーリーは、総集編として『ラグナロクオンライン 今日はなにする?』というタイトルで発売された。同誌が最終巻を迎えた時はトリを務め、これまで同誌に登場した作家陣のキャラクターたちを一気に登場させ、それぞれの冒険シーンを描いた。
川本自身ラグナロクオンラインの古参プレイヤーであり、自分の創ったキャラクターや知り合いをモデルにした登場人物が多数登場したほか、体験談も描かれている。作中では「オヤジ好き」「キャラは男だけど中身は女」などを明かしており、ストーリーには男同士の恋愛を描いたのもいくつか見受けられる。

## 作品リスト
- RUNRUNブラザーズ（月刊少年ギャグ王、全2巻）
- YAT安心!宇宙旅行（月刊少年ギャグ王、全1巻）
- ラグナロクオンライン 今日はなにする?（オンラインゲームすごい攻略やってます。・ラグナロクオンライン4コマKINGDOM、全1巻?）
- ロックマン4コマ（ロックマンパーフェクトメモリーズ）

## 師匠
- 牧野博幸